# Les Guignols de l'info
Les Guignols de l'info ou initialement Les Arènes de l'info, est une émission de télévision satirique française de marionnettes, diffusée entre le 29 août 1988 et le 22 juin 2018 sur la chaîne privée nationale et payante Canal+, principalement lors de ses émissions en clair, accessibles sans abonnement. Parodie de journal télévisé, l’émission est une caricature du monde politique, des médias, des personnalités ou plus généralement de la société française et du monde actuel, prenant un poids important dans la culture populaire française : la répétition de phrases fétiches et des stéréotypes des personnages a permis de rendre parfois plus populaire la marionnette que la personne elle-même. L'émission a parfois contribué à forger l'image de certaines personnalités, notamment politiques, à l'image de Jacques Chirac.
À l'origine, Alain De Greef souhaite un équivalent français de l'émission anglaise Spitting Image. Lancée dès le 29 août 1988 face au Bébête Show de TF1, les Arènes de l'info pallie l'arrêt du JTN des Nuls. Après des débuts difficiles puis une restructuration, l'émission décolle au cours de la période 1992-1996, considérée comme son âge d'or, écrite par Benoît Delépine, Jean-François Halin et Bruno Gaccio.
Après la reprise en main éditoriale par Vincent Bolloré en 2015, Les Guignols subissent divers changements de cases horaires, le remplacement de tous les coauteurs, une ligne éditoriale moins axée sur la satire politique et une baisse importante de son budget, avant d'être supprimés définitivement en 2018.

## Présentation
Sous la forme d'un journal télévisé de huit minutes environ, l'émission met en scène des marionnettes de latex, généralement des caricatures de personnalités du spectacle, de la politique et du sport, pour parler de manière satirique de l'actualité. PPD, caricature du présentateur du journal télévisé de TF1 Patrick Poivre d'Arvor, présente et enchaîne les différents sujets et interviewe les autres marionnettes, en répétant des formules précises qui font office de gimmicks. De septembre 2010 à juin 2011, c'est la marionnette de Harry Roselmack qui présente l'émission chaque vendredi.

## Historique

### Les Arènes de l'info
En 1988, les Nuls décident d'arrêter leur JTN, parodie de journal télévisé intégrée dans l'émission Nulle part ailleurs et diffusé vers 20 h sur Canal+. Pour remplacer le JTN, le directeur des programmes Alain De Greef décide de prendre pour modèle une émission britannique dont il est féru, Spitting Image, qui parodie les personnalités du monde anglo-saxon avec des marionnettes. Alain De Greef demande alors à Arnold Boiseau, un auteur des Nuls recommandé par Alain Chabat, de former l'équipe de la future émission en essayant à tout prix de conserver l'audience engendrée par le JTN. Arnold Boiseau décide de faire la jonction entre le JTN et Spitting Image en réalisant une parodie de journal télévisé avec des marionnettes. Boiseau s'entoure vite d'une équipe d'auteurs ; lors de l'audition, il leur demande de savoir se fondre dans l'esprit de l’émission, en mettant leur ego de côté. Christian Borde, Alexandre Pesle et Benoît Delépine le rejoignent ainsi et plusieurs imitateurs viennent s'adjoindre à Yves Lecoq.
La première saison des Arènes de l'Info apparaît sur Canal+ au sein de l'émission Nulle part ailleurs ; comme pour le JTN, le journal est coprésenté : ce sont les marionnettes de Patrick Poivre d'Arvor (PPD) et de Christine Ockrent qui tiennent ce rôle, les véritables personnes « s'affrontant » à la même heure sur les JT de TF1 et Antenne 2. À cette époque, l'émission est enregistrée et les textes écrits huit semaines à l'avance, ce qui crée des problèmes à l'équipe, censée traiter l’actualité.

#### La première émission
La première émission des Arènes de l'info est diffusée à 19 h 55 le lundi 29 août 1988. Philippe Gildas surnomme déjà les marionnettes Les Guignols. Cette parodie de journal télévisé présentée par la marionnette PPD et celle d’Anne Sinclair, tourne autour d'un événement fictif : le concert caritatif SOS-Myopie. Le journal est en duplex avec ce concert où l’animateur Patrick Sabatier se trouve en compagnie de l’actrice Béatrice Dalle pendant que Lio chante en fond.
Le générique montre un public entrant en courant sur le plateau, tandis qu'une voix-off présente les sujets abordés avant d'introduire la marionnette de PPD, jouée alors par Alain Duverne, portant sa tête en latex. Celui-ci donne alors les titres : « Lâches !, Bilan, Épidémie, Pointage ». S’ensuit une parodie de la pub pour les couches Pampers montrant des couches Ultra Pampish : des couches usagées « qu’elles durent tout le ramadan ». Après une petite intervention de PPD et d’Anne Sinclair, « le dinosaure de la country-pop-rock » (Johnny Hallyday) est interviewé par PPD. Anne Sinclair présente ensuite quelques brèves et pour finir, le générique de fin montre l’équipe de l'émission qui rejoint le plateau et s’amuse à lancer des ballons avec le public[réf. nécessaire].

#### Suite de la première saison
Dès la première saison, les Arènes réutilisent des typologies de sketchs réapparaissant régulièrement, faisant apparaitre les mêmes personnages dans des situations semblables. La marionnette d’Anne Sinclair est remplacée à la présentation par celle de Christine Ockrent.
Un sketch n'a pas été conservé mais a cependant été diffusé dans un documentaire sur les années 1980 sur France 5 et dans la compilation Putain 30 ans. On y voit PPD saluer Béatrice Dalle et Patrick Sabatier, disant qu'il ne la voit pas bien, ce à quoi elle répond : « mets des lunettes ».

##### La Saga des Monaco
La saga des Monaco est une série de sketchs diffusé dans Les Arènes de l’info se moquant de la famille Grimaldi, en inventant des scénettes de leur vie commune. Seul un sketch est disponible dans les best-of : celui où la famille de Monaco joue au Trivial Pursuit. Peu d'autres personnes en dehors des Monaco apparaissent dans les sketches, excepté Yannick Noah, grimé en Stevie Wonder dans l’épisode où Stéphanie rentre de soirée et Sylvester Stallone en garde du corps.

##### Richard Nobyl
Richard Nobyl est un personnage fictif qui n'est apparu qu'à l'époque des Arènes de l'info dont le nom exlpoite un jeu de mots fisant référence à la catastrophe de Tchernobyl survenue en 1986. On peut le reconnaître grâce à son troisième œil sur la joue gauche et son surplus de peau. Les autres personnages l’appellent sans arrêt « Chantal Nobel ».

#### Saisons suivantes
Finalement, à l'issue de la première saison, Boiseau et son équipe se déclarent capables de faire une courte intervention en direct et ainsi de mieux coller à l'actualité. Pour la seconde saison, François Rollin et Jean-Marie Gourio remplacent Christian Borde et Alexandre Pesle, repartis écrire pour les Nuls. Lorsque l'authentique Christine Ockrent quitte Antenne 2 en 1990, PPD reste seul aux commandes du journal.
L'émission Les Arènes de l'Info connaît un début difficile. Humour maladroit, concept bancal, cette première mouture est globalement considérée comme un départ raté,. De plus, l'émission doit faire face au Bébête show de TF1, une émission de marionnette parodiant le monde politique programmée à la même heure et déjà présente depuis cinq ans. Néanmoins, à l'issue de la deuxième saison, Arnold Boiseau, voyant que l'émission commence à fonctionner, décide de démissionner à condition que ce soit Benoît Delépine qui le remplace pour diriger l'écriture. L'émission subit une restructuration et devient alors Les Guignols de l'info, sa formule change pour se rapprocher véritablement du format de journal télévisé. L'équipe est encore modifiée : François Rollin quitte l'émission en 1990 tandis que Jean-François Halin vient la rejoindre en octobre de cette même année et Franck Arguillère devient le nouveau directeur artistique après le départ d'Arnold Boiseau.

### L'envol desGuignols

#### La Guerre du Golfe
En 1991, la guerre du Golfe provoque un afflux vers Canal+ de téléspectateurs lassés par l'ambiance pesante des journaux télévisés habituels, atteignant 10 à 14 % de part de marché. Les Guignols est alors le seul média télévisuel à fournir une vision décalée de la guerre, avec notamment l'apparition du guignol Monsieur Sylvestre, caricature de Sylvester Stallone symbolisant l'impérialisme américain, (c’est sous les traits de Monsieur Sylvestre que sera personnalisée la World Company, entreprise de manipulation tous azimuts et n’ayant qu’un but, le profit). À partir de là, l'émission décolle véritablement, attirant chaque jour trois millions de téléspectateurs en moyenne.

#### Formation du trio emblématique en 1992
En mars 1992, Bruno Gaccio s'installe aux côtés de Jean-François Halin et Benoît Delépine ; ensemble, ils forment le trio emblématique de la grande époque de l'émission. À la rentrée 1992 de Greef lance La semaine des Guignols, émission hebdomadaire dominicale qui reprend les meilleurs extraits des différentes émissions de la semaine.
En 1993, Les Guignols de l'info reçoivent deux 7 d'or pour la meilleure émission de variétés et la meilleure émission de divertissement et en 1995, le Grand Prix de l'humour de la SACEM.
En 1993 aussi, Jérôme Richebon (La loge des Guignols) et Jean-Paul Bathany (les Fax) viennent collaborer à l'écriture des sketchs, suivis par Franck Magnier (La loge des Guignols) en 1994.
Le président de l'OM Bernard Tapie devient le premier représentant régulier du monde du football dans l'émission. Il est caricaturé comme une « grande gueule sûre d’elle » et il a pour gimmick d'être « sévèrement burné ». L'Euro 1992 marque le début de l'installation définitive des footballeurs avec les créations des marionnettes de Michel Platini, sélectionneur de l'équipe de France et de Jean-Pierre Papin, attaquant de l'OM et de l'équipe nationale.

#### L'émissionDemain les jeunesdu 28 mars 1994
Plusieurs sketches des Guignols de l'info doivent être diffusés, accompagnés de commentaires de sociologues, pendant l'émission Demain les jeunes du 28 mars 1994 sur France 2, consacrée au contrat d'insertion professionnelle (CIP), appelé aussi "Smic jeunes" car les jeunes reprennent leurs expressions dans les manifestations contre ce CIP, mais ils sont finalement diffusés qu'à la fin de l'émission. Le lendemain de l'émission, le Premier ministre Édouard Balladur décide de renoncer au CIP. L'émission sera évoquée 25 ans plus tard dans un best-seller du romancier Guillaume Musso[réf. nécessaire].

#### L'élection présidentielle de 1995
En 1995, Les Guignols de l'info reçoivent un nouveau gros coup de projecteur. L'émission est suspectée[Par qui ?] d'avoir influé sur les résultats de l’élection présidentielle à cause du traitement jugé trop sympathique accordé au guignol de Jacques Chirac, transformé par les auteurs en antihéros jovial et devenu l'une des marionnettes les plus populaires. À ce sujet, Benoît Delépine explique : « On détestait Balladur. Il était d’une prétention hallucinante avec un côté aristo qui faisait penser à l’époque giscardienne. Les Guignols ont sans doute participé à le déstabiliser. Cela dit, il s’est surtout déstabilisé tout seul. Chirac, lui, avait ce côté un peu loser sympa. Il s’était fait discret pendant quelques années et bénéficiait de l’image d’un homme neuf. Jospin n’était pas prêt. Il paraissait même surpris d’être là. On connaît la suite… ». En outre, avec la disparition du Bébête Show en 1995, les Guignols se retrouvent sans concurrent direct.
L'élection présidentielle de 1995 sont également l'occasion d'une soirée spéciale car Les Guignols couvrent la soirée électorale du deuxième tour, avec annonce des résultats en direct par la marionnette de PPDA.
En 1996, la composition de l'équipe change de nouveau : Benoit Délépine et Jean-François Halin quittent l'émission, tout comme un de leurs collaborateurs, Jérôme Richebon. À la rentrée 1996, Alexandre Charlot rejoint Bruno Gaccio et Franck Magnier dans l'écriture des sketchs. Éric Lavaine et Yvan Longuet viennent collaborer à la rédaction. En 1997, l'émission décroche un troisième 7 d'or.

### Les années 2000
Le 3 mars 2000, après douze années de présence sur le PAF, Les Guignols de l'Info annoncent la fin de leur émission. Cet événement n'est en réalité qu'un canular mais 3,4 millions de téléspectateurs sont devant leur écran le lundi 6 mars 2000, dans l'attente d'une confirmation. Cette blague a pour but, de la part des auteurs, de tester l'état médiatique des Guignols. De nombreux articles assassins prévoyaient la fin de l'émission, les auteurs ont annoncé l'arrêt des Guignols pour voir l'émotion que cela susciterait durant le week-end.
En 2002, l'accusation d'influence sur le résultat de l’élection présidentielle se répète, plusieurs sondages affirmant que les Guignols ont permis à plus de 15 % des votants de faire leur choix. Chirac est surnommé « Supermenteur ». Quoi qu'il en soit, la présidentielle réactive l'attention médiatique autour des Guignols.
Depuis 2003, l'émission est diffusée depuis les studios de la Plaine Saint-Denis, au nord de Paris. Après l'arrêt de Nulle part ailleurs en juin 2001, Les Guignols de l'Info sont pendant un temps diffusé entre Le Journal du cinéma (puis remplacés par un épisode des Simpson) et Burger Quiz, les programmes remplaçants. À la rentrée 2004, les Guignols s'insèrent de nouveau dans une émission : le Grand Journal de Michel Denisot.
Le 9 mars 2007, Les Guignols réalisent leur deuxième meilleure audience depuis le 22 avril 1995 (lendemain du premier tour de l'élection présidentielle) avec 3,6 millions de téléspectateurs (14,8 % de part d'audience). Après seize ans de service, Bruno Gaccio décide de quitter l'émission après la présidentielle, considérant que le départ de Chirac constitue pour l'émission la fin d'un cycle dont il a fait partie. Les Guignols consacreront d'ailleurs l'émission spéciale pour le second tour de la présidentielle de 2007 au « pot de départ » de Jacques Chirac. Le 19 décembre 2007, PPD refusant de commenter le couple Sarkozy/Bruni, l'émission est exceptionnellement présentée par la marionnette de Jean-Marc Morandini.
Depuis le 11 juillet 2008, le journal télévisé de TF1 n'est plus présenté par Patrick Poivre d'Arvor (PPDA). La marionnette de ce dernier reste toutefois aux commandes des Guignols car ce n'est pas PPDA qui présente le journal mais PPD. Cependant, en septembre 2010, au bout de 21 ans (correspondants aux 21 années durant lesquelles PPDA a présenté le Journal de 20 heures de TF1), Harry Roselmack fait son apparition dans les Guignols, en présentant l'émission tous les vendredis comme un clin d'œil à la fin d'une ère.
Les Guignols de l'info ont fêté leurs vingt ans le 16 mars 2009 sur Canal+, dans le cadre d'une soirée spéciale où certaines personnalités ont remplacé leur marionnette, comme Patrick Poivre d'Arvor, Karl Lagerfeld ou Aimé Jacquet. Cette soirée a bénéficié de très bons scores d'audience. À plusieurs reprises en juin 2010, Patrick Poivre d'Arvor est remplacé par les marionnettes Pierre Ménès et Hervé Mathoux pour commenter la coupe du monde de football. Malgré ces quelques changements, la marionnette de PPDA reste le présentateur vedette de l'émission, après près de 30 ans de présentation.

### Début des années 2010
Le 18 juin 2013, au lendemain de l'annonce d'Antoine de Caunes à la place de Michel Denisot dans Le Grand Journal, l'émission est présentée par la marionnette d'Antoine de Caunes qui parodie l'émission Nulle part ailleurs. Pour l'occasion le générique de 1994 est ressorti, les marionnettes de Jérôme Bonaldi, Philippe Vandel et Philippe Gildas sont utilisées et à la place de « Vous regardez l'ancêtre d'internet », Antoine annonce « Vous regardez trop la télévision » (le précédent message d'introduction de l'émission). Le chiffre d'audience, en baisse depuis les années 2000, parvient tout de même à atteindre jusqu'à 37 % de part de marché chez les moins de 30 ans, l'audience moyenne toutes tranches confondues se situant plutôt vers 12,5 %.

### 2015-2018: déclin et fin desGuignols
En juin 2015, selon divers médias, le nouveau président du conseil de surveillance de Vivendi, Vincent Bolloré, souhaite supprimer l'émission à la rentrée de septembre, ou au mieux la faire passer en rythme hebdomadaire. La décision est prise le 3 juillet 2015, jour du remplacement de Rodolphe Belmer par Maxime Saada au poste de directeur général du groupe.
Au début du mois de juillet 2015, alors que l’avenir de l’émission est incertain, l’animateur Cyril Hanouna indique sur Europe 1 qu'il est prêt à accueillir Les Guignols sur D8,,. M6 aurait également étudié une reprise du programme. Enfin, Delphine Ernotte, présidente de France Télévisions à partir d'août 2015, déclare sur Twitter que « Les Guignols de l’info sont les bienvenus sur France TV ». Ce à quoi Bruno Gaccio lui répond que cela n’est pas possible pour Canal+ en raison des droits d'auteur et de la propriété intellectuelle,. Des internautes avaient de leur côté lancé une pétition contre la suppression de l'émission.
Le programme reste finalement à l'antenne pour l'année 2015–2016,.
Il est enfin annoncé que Les Guignols de l'info ne seront désormais plus diffusés « en clair » et seront ainsi réservés aux abonnés de la chaîne, ce qui a immédiatement suscité une vague de mécontentement sur les réseaux sociaux. L'émission sera néanmoins mise en ligne sur Dailymotion après sa diffusion sur Canal+ et La Semaine des Guignols, le best-of hebdomadaire diffusé le dimanche, sera toujours visible par tous les téléspectateurs. Dans le même temps, quatre des auteurs — Lionel Dutemple, Julien Hervé, Philippe Mechelen et Benjamin Morgaine — sont licenciés fin juillet 2015.

#### Rentrée 2015
Initialement prévue le 31 août, puis pour le mois d'octobre, la chaîne annonce officiellement en novembre le retour du programme pour le 14 décembre. L'émission est diffusée à 20 h 50 en crypté dans une nouvelle formule. La chaine annonce l'apparition de sketchs « en anglais et en espagnol », de nouvelles marionnettes et une alternance entre le format de JT et les coulisses au sein d'une salle de rédaction en passant par la machine à café. Le nom de l'émission a également été modifié devenant simplement Les Guignols.
Le retour de l'émission a donc lieu le 14 décembre mais suscite la déception,,. Après un redémarrage à 1,8 million de spectateurs, l'audience s'effondre à 1 million trois jours plus tard, puis à 600 000 fin janvier, avant de remonter à 900 000. Ces chiffres ne mesurent toutefois que les premières minutes en clair de l'émission, ce qui laisse supposer que les audiences sont beaucoup plus faibles. Programmée à 21 h en 2016, l'émission est regardée en moyenne par 565 000 abonnés avant de passer sous les 400 000 spectateurs fin 2016.

#### Rentrée 2016
Le 5 septembre 2016, Les Guignols quittent le Studio 104 de La Plaine Saint-Denis pour s'installer à la Canal Factory à Boulogne-Billancourt sur le même plateau que Le Grand Journal, similaire à Nulle Part Ailleurs.
Vincent Bolloré, président de Canal+, décide de licencier le 7 juillet 2016 Yves le Rolland, le producteur artistique de l'émission depuis 1995,. C'est David Gauthier, proche collaborateur de Bolloré, qui lui succède.
Les Guignols réintègrent Le Grand Journal, sont diffusés en mi-crypté, mi-clair à 19 h 35 avant de repasser en clair à 20 h 50 dès le 26 septembre 2016 et sont désormais présentés par la marionnette de Monsieur Sylvestre.
À partir de janvier 2017, l'émission est diffusée à 19 h 50, dans le Grand Journal, à l'horaire exploité jusqu'à la saison 2014/2015 et 20 h 50 en clair pour les deux diffusions.

#### 2017-2018: dernière saison desGuignols
Le 4 septembre 2017 à 19 h 50, l'émission est reconduite pour une 30e saison. La marionnette de Jacques Chirac assure la présentation jusqu'en novembre 2017 où elle va être rejointe par celle d'Anne-Sophie Lapix à la présentation. La couleur rouge, historique des Guignols, est remplacée par du bleu. À partir du mois d'octobre 2017, l'émission est réduite en durée, passant de huit à environ quatre minutes. Début 2018, Frédéric Hazan, l'un des auteurs recrutés par l'ancien producteur artistique des Guignols, Yves Le Rolland, démissionne. Le scénariste Mathieu Oullion le remplace.
Le 1er juin 2018, lors d’un comité d’entreprise à Canal+, la fin de l'émission est actée.

##### La dernière desGuignols
La dernière émission des Guignols est diffusée vendredi 22 juin 2018 à 20 h 30. Elle est marquée par le retour de PPD. Cette dernière contient deux sketchs : un clip reprenant la chanson de Serge Gainsbourg Je suis venu te dire que je m'en vais, avec toutes les marionnettes cultes des Guignols (Chirac, Tapie, Laguiller, DSK, etc.) et un sketch mettant en scène le licenciement de PPD et Jacques Chirac par Vincent Bolloré, représenté par Monsieur Sylvestre. Les deux personnages quittent ainsi les locaux du siège du groupe Canal+ à Issy-les-Moulineaux, où se tournaient les éditions du journal depuis trente ans.

### Postérité
Fin juin 2018, la société de production Propagate annonce son partenariat avec le géant français des médias Vivendi pour développer l’adaptation américaine des Guignols de l’info sous la forme d’une série d’une demi-heure pour la Fox. Ben Silverman et Howard T. Owens, qui dirigent Propagate, assureront la production avec Jay Weisleder ; aux côtés de Matthieu Porte et Arnaud Renard pour Vivendi.
En décembre 2020, Cyril Hanouna annonce une nouvelle version des Guignols incluse dans l'émission Touche pas à mon poste ! sur C8 pour janvier 2021. Cette « version C8 » sera abandonnée au bout de deux jours de diffusion à la suite du mécontentement des téléspectateurs exprimé sur les réseaux sociaux.
En décembre 2022, C Médiatique, une émission diffusée sur France 5 décryptant l'actualité des médias, annonce le Projet M / Projet Marioles, projet de résurrection du programme mythique de Canal+, sous la houlette de Bruno Gaccio, ancien auteur emblématique de l'émission, destinée à une potentielle diffusion en 2023 sur Blast, site d'information indépendant et web-TV fondés par Denis Robert, journaliste d'investigation.

## Analyse

### Personnages
La marionnette PPD est la marionnette principale du groupe, étant devenue célèbre grâce au présentateur Patrick Poivre d'Arvor et son omniprésence, symbolisant à l'origine la couverture médiatique durant la Guerre du Golfe en 1991. Elle est souvent accompagnée de Monsieur Sylvestre qui incarne la domination économique et financière américaine,,.

### Influence et positionnement politique
Lors du premier tour de l'élection présidentielle de 2002, les Guignols annoncent dès 19 h 45 la présence de Jean-Marie Le Pen en seconde place derrière le président sortant Jacques Chirac, alors même que la loi interdit l'annonce des résultats avant 20 heures. Cette annonce précoce a pour but non seulement d'inciter les derniers abstentionnistes à aller voter en vue d'empêcher l'extrême-droite d'atteindre le second tour, mais également de tenter d'invalider le résultat de l'élection, la loi n'ayant pas été respectée. Mais de par la nature satirique de l'émission, il est dès lors peu probable que l'annonce ait l'effet escompté, car la majorité des spectateurs croyait au canular[réf. nécessaire].

## Réalisation

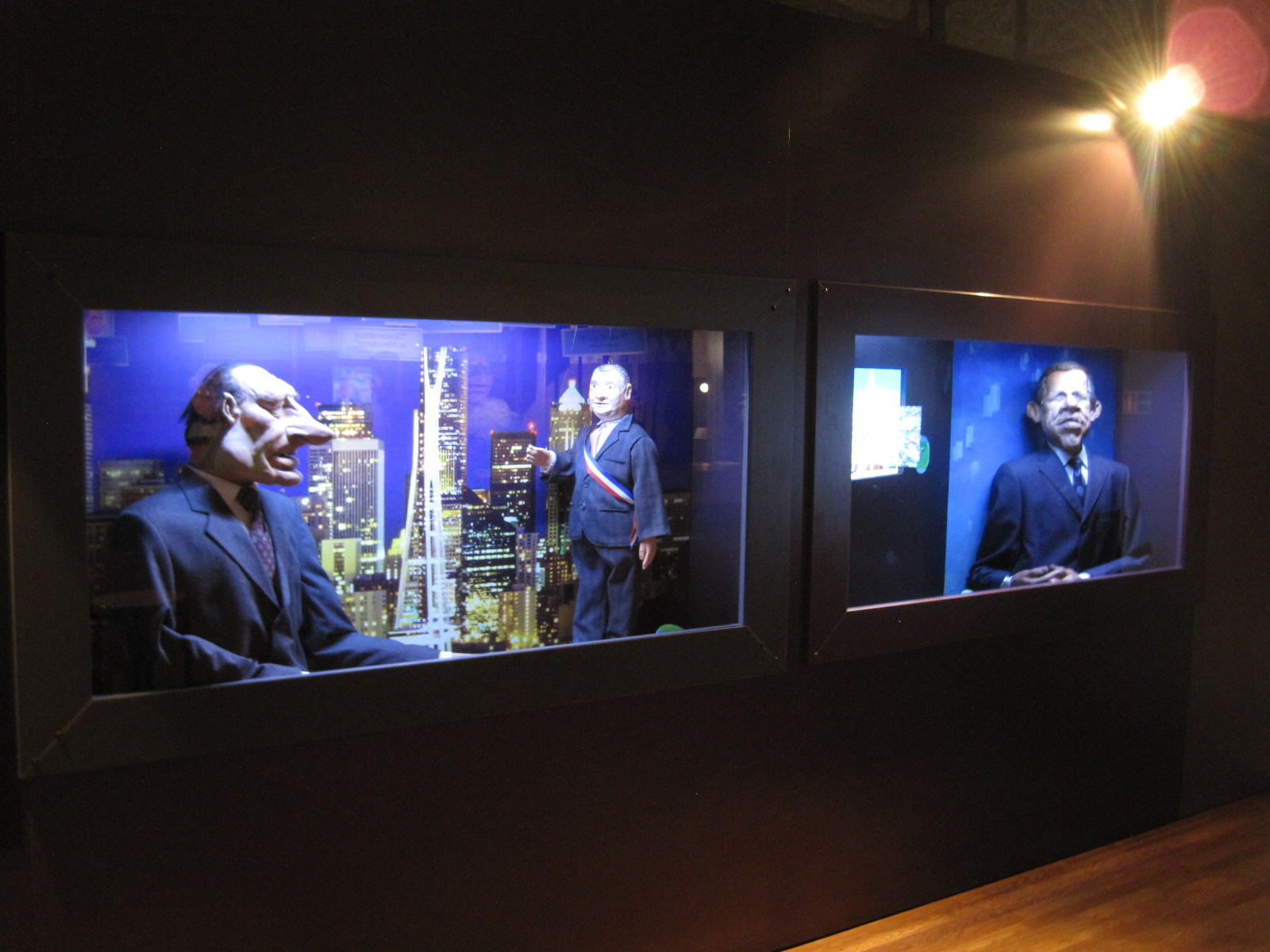
Les marionnettes PPD et Chirac.

Les Guignols de l'info sont réalisés dans un studio de 3 000 m2, 300 personnes dont trente marionnettistes sont employés. Un budget de 15 millions d'euros par saison est alloué au tournage des sketchs, salaires et charges comprises. La forme reprend celle des journaux télévisés : la présentation et les entretiens se font en direct tandis que les parodies de reportage sont réalisés en amont.
À partir de septembre 2016 , l'émission est enregistrée à la Canal Factory à Boulogne-Billancourt, sur un plateau partagé avec celui du Grand Journal et du Petit Journal, similaire à celui de Nulle Part Ailleurs.

### Préparation
Chaque matin, l'équipe passe toute la presse en revue et en tire quatre à cinq informations. Ces informations servent ensuite à construire la quotidienne de l'émission. Cela permet aux gens de tout de suite comprendre à quel sujet l'équipe fait référence sans devoir trop s'échiner à remettre les faits dans leur contexte. En début d'après-midi, une première ébauche de l'émission est proposée et est affinée jusqu'à 17 h. Dans le même intervalle, les ateliers (qui occupent 80 % de l'immeuble) reçoivent les consignes et commencent à préparer les marionnettes. De 17 h à 19 h 55, au Studio 104 de la Plaine-Saint-Denis, les marionnettistes et les imitateurs reçoivent leurs textes et commencent à répéter. Trois répétitions sont faites au total ; il arrive que des changements d'accessoires ou de décors se fassent à la dernière minute, ou plus rarement, des modifications de texte. À 19 h 55, tournée en direct, l'émission commence.
Les reportages et fictions sont tournées comme de véritables courts-métrages, avec décors, montage et effets spéciaux. Ont réalisé ces courts métrages : Jean-Michel Agnoux, Jean-Michel Bensoussan, Philippe Dorison.

### Déroulement
PPD commence le journal par l'info du jour, avec la formule « L'évènement de ce [date] c'est… », s'ensuit un sketch concernant cette actualité. Puis, le journal est réellement lancé par une formule ayant évolué au cours du temps. Une série de sketchs se succèdent autour de l'actualité, puis l'émission se poursuit avec une fiction pré-enregistrée, À la fin du film, PPD interviewe l'invité du jour, puis le journal se termine par un dernier petit sketch qui concerne en général le sport ou la culture. Enfin, PPD clôt le JT par son célèbre « Allez, atchao bonsoir ! »
Dans la formule débuté en décembre 2015, l'émission commence par une saynète dans la salle de rédaction des Guignols. L'émission enchaîne avec Le JT présenté par Anne-Claire Coudray puis par Monsieur Sylvestre. Après les sketchs et la fiction, l'interview du jour est assuré par un journaliste de la newsroom (dont PPD). L'émission se clôture par une saynète mettant en scène une ou deux personnalités à leur domicile et non plus par le fameux « Atchao bonsoir ! » de PPD.

## Marionnettes

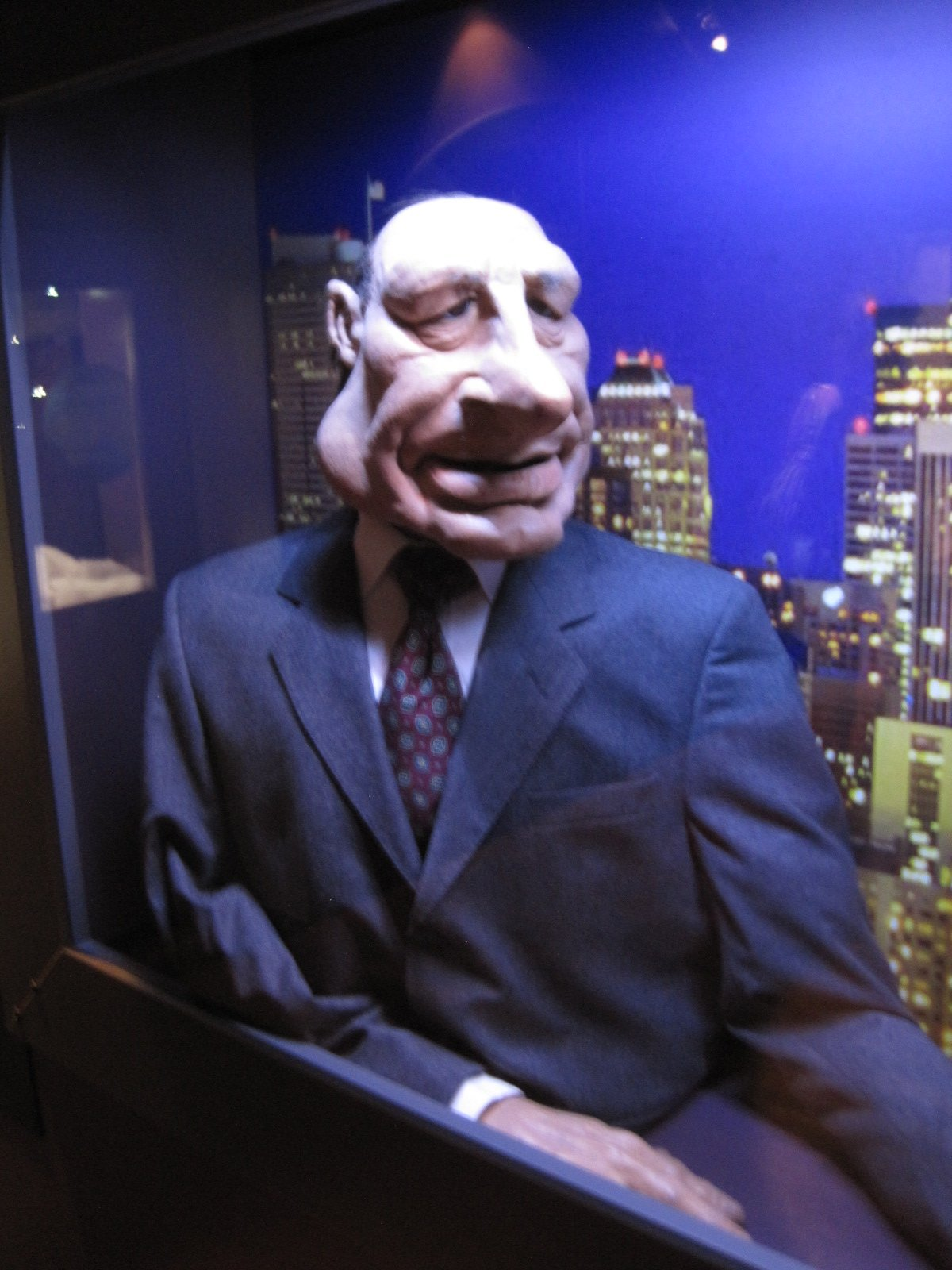
La marionnette Chirac.

Initialement, une vingtaine de marionnettes avaient été fabriquées pour l'émission qui en compte aujourd'hui plus de 300. En moyenne, 15 marionnettes sont utilisées pour chaque émission, même si cela peut dépasser la centaine pour tourner les fictions. Une trentaine de marionnettistes travaillent en intermittence pour l'émission. Les marionnettes sont réalisées à la demande des auteurs : Alain Duverne contacte alors Bruno Marty pour l'informer des futures personnalités à caricaturer.
La conception et la réparation des marionnettes est assurée par quatre permanents, sous l'égide d'Alain Duverne. La fabrication d'une marionnette prend environ un mois et est coûteuse : la matrice coûte 6 000 € et le tirage 2 500 €. Elle comporte plusieurs étapes, : 
- à partir d'archives photos, une caricature de la personnalité est réalisée par Bruno Marty ; Alain Duverne a besoin de deux croquis : un de face, l'autre de profil[66]. Au contraire des caricatures de presse, l'expression des visages doit être assez neutre pour permettre une large palette d'émotions selon les situations[66].
- une sculpture en terre du modèle est fabriquée, elle sert ensuite à la création d'un moule associé ;
- de la mousse de latex est ensuite coulée dans le moule puis elle est cuite à 100 °C durant trois heures ;
- les yeux, cils et cheveux sont rajoutés et la marionnette est peinte ;
- la marionnette subit lavage, essorage et séchage pour favoriser l'adhérence de la peinture et les traces des joints du moule sont masquées.

Les marionnettes sont relativement fragiles, le latex n'apprécie ni les UV, ni les corps gras, ni le contact des mains. Ainsi, la marionnette de PPD doit être refaite tous les ans. Le délai assez long et le coût de fabrication relativement élevé implique quelques précautions avant de demander une marionnette : toutes les personnalités figurant dans l'émission n'ont ainsi pas forcément droit à leur propre marionnette. Par exemple, le guignol de ben Laden est en fait une version modifiée de celui d'Harlem Désir et Carla Bruni-Sarkozy a d'abord eu une marionnette lambda, le temps de voir si sa relation avec Nicolas Sarkozy perdurerait. A contrario, des marionnettes de personnalités espagnoles créées pour Las noticias del Guiñol (Canal+ Espagne) servent parfois d'inconnus français et réciproquement. Les marionnettes des Minikeums sont aussi régulièrement réutilisées pour l'émission.
L'équipe dispose d'une collection toujours grandissante d'accessoires, depuis différentes tailles de gourdins jusqu'au bobsleigh. Près de 380 cartons sont empilés dans les ateliers, chacun contenant une tête de guignol. Chaque semaine, environ cinq costumes sont achetés ; les habits des guignols sont coupés au niveau des coudes pour permettre la manipulation.
Durant le journal, PPD et ses invités se trouvent derrière la banque (ou castelet) ou dans la lucarne (avec le fond noir). Les marionnettes sont en fait « debout », chaque guignol est manipulé par deux marionnettistes et tous les décors sont rehaussés de 1,5 m pour les marionnettistes. L'un des marionnettistes s'occupe de la tête et donc de la bouche et des yeux à l'aide d'une pompe, l'autre s'occupe des bras qu'il enfile comme des gants. Pour la gestuelle des marionnettes, les marionnettistes visionnent des vidéos de la personnalité imitée et essaient de reproduire ce qui la caractérise (énergie, regard, démarche…).
Les trois premières marionnettes fabriquées ont été celles de PPDA, Johnny Hallyday et Serge Gainsbourg.

### Guignols et gimmicks célèbres
- Le fameux « Atchao, bonsoir » de PPD a été trouvé par Arnold Boiseau. Celui-ci déclare que ça lui est apparu « comme une évidence » à la fin d'une émission grâce à un ensemble d'éléments comme le phrasé de l'imitation d'Yves Lecoq ou le petit défaut de prononciation du vrai PPDA[2].
- La boîte à coucou qui s'ouvre avec le « Ah que coucou! » de Johnny Hallyday est une idée de François Rollin[71].
- La séquence "Les blagues de Michel Denisot", lorsque ce dernier raconte des blagues, souvent peu drôles. À la suite des réactions de PPD, Michel Denisot honteux, conclut toujours, avec son fameux "Désolé…".
- Selon Bruno Gaccio, le « spice di counasse » que lancent les marionnettes d'Oussama ben Laden et de ses acolytes représente une manière de « montrer l'imbécillité des Afghans dans leur façon de traiter les femmes ». L'expression a cessé d'être employée lorsque l'équipe apprit que certains jeunes s'en servaient pour parler des femmes[72].
- La tournure « ici, Nagano » et ses dérivés, imitant en voix off les commentaires de Pierre Fulla pendant les Jeux olympiques d'hiver de 1998, permet à ce dernier d'obtenir, durant un temps, une énorme popularité (même sans marionnette dédiée) et de se faire inviter dans différentes émissions[73]. Profitant de cette vague de célébrité, Fulla enregistre un titre Ici à Nagano sur une idée de Didier Barbelivien[74].
- « Mangez des pommes ! » est le slogan inventé pour Jacques Chirac pendant l'élection présidentielle de 1995, à la suite de l'image de pommier présente sur les affiches de son parti. L'équipe de communication du vrai candidat se servira alors de ce slogan durant ses déplacements dans sa campagne. Beaucoup de commentateurs ont considéré que Les Guignols avaient contribué à l'élection de Chirac en le rendant sympathique[75].
- Jean-Pierre Papin (qui épèle son nom « P-A-P-1 ») envoie des « patates » et des « pralines » dans les buts, il est caricaturé comme simplet hyperactif et boit beaucoup de Cacolac. Il est souvent invité avec Éric Cantona, calme et serein.
- Les commentaires des matches de football par Thierry Roland, déjà expérimenté en la matière et Jean-Michel Larqué, lequel l'est bien moins, ont été caricaturés avec le gimmick « Tout à fait, Thierry » prononcé par ce dernier. Quant à Thierry Roland, il utilise toute une série de gimmicks dont « on aura beau dire on aura beau faire », « il n'aura pas fait le voyage pour rien », « c'est une parodie de football », « footballeur s'il en est », « c'est tout le mal que nous lui souhaitons », etc. En 1992, durant un match de football Valenciennes-OM commenté par le duo, une partie des spectateurs du stade s'est mis spontanément à chanter "Tout à fait Thierry", à la surprise et l'amusement des deux intéressés.
- « 2012, on change tout sauf les shoes » est le slogan inventé pour Nicolas Sarkozy pendant l'élection présidentielle de 2012.
- L'expression « en effet » (prononcée « anèfè ») est pratiquement le seul mot utilisé par la marionnette de Philippe Douste-Blazy, soutien de François Bayrou à l'élection présidentielle de 2012. Ce dernier confiera dans une interview au Grand journal de Canal plus que depuis ces sketches, Philippe Douste Blazy commence tous ses discours par « en effet » et que des badges « Aneffet » avaient été édités par les jeunes du MoDem.
- La phrase « Excusez la tenue, je sors de la douche. » est systématiquement prononcée comme salut par la marionnette de Dominique Strauss-Kahn, habillé d'un simple peignoir « léopard », au début d'une intervention. Ceci a profondément lié son image à son attirance pour les femmes auprès du public depuis l'Affaire DSK. La marionnette est depuis lors continuellement sous-titrée « homo erectus ». Le penchant féminin de DSK a déjà été souligné, bien que plus rarement, par le passé.
- Depuis l'arrivée du footballeur suédois Zlatan Ibrahimović au Paris Saint-Germain en 2012, sa marionnette est devenue célèbre pour son égocentrisme, en parlant toujours à la troisième personne et en inventant le verbe « zlataner ». Ce terme est alors repris par la plupart des journalistes sportifs, notamment ceux de la chaine cryptée[76].
- « Excusez-moi pour le retard, j'ai eu un problème de wouature. » prononcé par Jacques Calvet en arrivant sur le plateau essoufflé et en sueur. L'émission satirique brocarde l'accent de Jacques Calvet et de la fiabilité des voitures construites par son groupe. Lorsqu'il vante les mérites du moteur diesel, sa marionnette est entourée d'un épais smog.
- « À l’insu de mon plein gré », prononcé par la marionnette de Richard Virenque lors de l’affaire de dopage dans l’équipe Festina, pour expliquer le fait que les cyclistes seraient dopés à leur insu[77].

## Équipe

### Auteurs
L'équipe d'auteurs des Guignols est constituée d'une part de coauteurs s'occupant chaque jour de rédiger la partie « direct » du journal et, d'autre part, de collaborateurs qui aident à l'écriture des sketchs des fictions. La composition de l'équipe a été modifiée plusieurs fois :
- Arnold Boiseau (1988-1990) : ancien coauteur des Nuls, Arnold Boiseau pose le principe de l'émission. Il quitte ensuite l'aventure pour se reposer deux années puis part notamment créer Les Minikeums sur France 3, une émission avec des marionnettes similaires à celles des Guignols, mais destinée aux enfants cette fois[2].
- Christian Borde (1988-1989) : animateur depuis une douzaine d'années sur RMC, Alain Chabat le fait rentrer à Canal+ comme auteur d'Objectif Nul puis il intègre alors l'équipe des Guignols qu'il quitte six mois plus tard pour repartir écrire des sketches avec les Nuls. Il devient par la suite Jules-Édouard Moustic dans l'équipe de Groland.
- Alexandre Pesle (1988-1989) : autre collaborateur des Nuls, il repart ensuite travailler avec eux. Il se fait bien plus tard connaître du grand public en interprétant le rôle de Sylvain dans Caméra Café avec Bruno Solo et Yvan Le Bolloc'h qui à l'époque animaient le top 50 de Canal Plus.
- Benoît Delépine (1988-1996) : il est l'un des fondateurs de la formule qui a fait le succès de l'émission. Il rejoint ensuite l'équipe de Groland dans laquelle il joue le rôle de Michael Kael.
- François Rollin (1989-1990) : fort de la popularité de son personnage du professeur Rollin, acquis notamment grâce à Palace, il rejoint Delépine et Gourio pour poser la formule des Guignols.
- Jean-Marie Gourio (1989-1993, pour la séquence « En Bref ») : ancien rédacteur en chef de Charlie Hebdo et auteur du best-seller Brèves de comptoir.
- Jean-François Halin (1990-1996) : auteur de Patrick Timsit et Laurent Violet avant de rejoindre les Guignols. Il travaille ensuite dans l'équipe de Groland.
- Bruno Gaccio (1992-2007) : il part rejoindre l'équipe des Guignols à son entrée à Canal+. Après le départ de Halin et Delépine, il prend la direction de l'écriture qu'il tient pendant plus de dix ans. Il décide de partir après l'élection présidentielle de 2007 afin de coïncider avec le départ de Jacques Chirac de l'Élysée[18].
- Franck Magnier (1994-2000) : après deux ans comme pigiste, il devient membre à part entière de l'équipe après le départ d'Halin et Délépine en 1996.
- Alexandre Charlot (1996-2000) : tout comme Franck Magnier, il vient remplacer Delépine et Halin à l'écriture après leur départ.
- Yvan Longuet (1996-1997)
- Laurent Vassilian (2000-2001)
- Lionel Dutemple (2000-2015)
- Ahmed Hamidi (2000-2008)
- Julien Hervé (2000-2015)
- Philippe Mechelen (2009-2015)
- Benjamin Morgaine (2012-2015)
- Matthieu Burnel (2015-2016)
- Cédric Clémenceau (2015-2016)
- Frédéric Hazan (2015-2018)
- Nans Delgado (2015-2018)
- Arnaud Lemort (2016-2018)
- Damien Lecamp (2017-2018)
- Mathieu Oullion (2018)

Selon Bruno Gaccio, Les Guignols ont toujours fonctionné par cycles politiques.
Le 13 décembre 2003, Bruno Gaccio annonce dans l'émission Tout le monde en parle, que sa rémunération mensuelle s'élève à 16 000 €. Selon un article sur Le Parisien de juillet 2015, les auteurs les plus anciens sont rémunérés 35 000 € bruts par mois.

### Collaborateurs
- Jérôme Richebon (1993-1996)
- Jean-Paul Bathany (1993-1999)
- Éric Lavaine (1996-1999)
- Yvan Longuet (1997-2016)
- Stephane Edelson (1999-2001)
- Christophe Martinelli (1997-1998)
- Laurent Vassilian (1999-2011)
- Ludovic Bruneau (depuis 2004)
- Patrick Lhonoré (depuis 2007)
- Douglas Rand (2015-2016)
- Marc Gibaja (2016)
- Damien Lecamp (2016-2017)
- Julie Bargeton (2016-2018)
- David Nathan (2017-2018)

### Imitateurs
Initialement en 1988 sur les Arènes de l'Info la totalité des voix imitations ou marionnettes anonymes est assurée par Yves Lecoq, Jean-Éric Bielle, Jean-Claude Donda, Julie Bataille ou Béatrice Belthoise.
Jean-Luc Reichmann participe pendant plus de 10 ans à l'émission (de 1988 à 2001), assurant de nombreuses voix-off mais épaule également à l'occasion les imitateurs en copiant leurs imitations lorsque des contraintes le demandent  (il remplaça ainsi Yves Lecoq, indisponible, pour une émission entière sur la voix de PPD).
En 1990, Yves Lecoq découvre Sandrine Alexi sur l'émission Sébastien, c'est fou ! de Patrick Sébastien et lui permet d'être auditionnée aux Guignols. Retenue pour son imitations de Dorothée et Vanessa Paradis, Sandrine Alexi est choisie pour être l'imitatrice de l'émission jusqu’à la fin du programme en 2018 avec plus d’une quarantaine de création d'imitations avec entre autres (Christine Bravo, Bernadette Chirac, Nadine Morano, Mireille Dumas, Roselyne Bachelot, Carla Bruni, Christine Ockrent, etc.).
En 1990, Daniel Herzog rencontre Guy Bedos qui, impressionné par l'imitation de sa voix, l'invite à faire un sketch sur le plateau de Nulle part ailleurs où les auteurs des Guignols le repèrent. Il participera à l'émission à partir de mars 1990 pendant plus de 28 ans jusqu'à ce qu'il annonce, le 23 avril 2018, avoir été remercié par Canal+.
En août 1995, TF1 propose à Yves Lecoq et Jean-Éric Bielle de participer à la future émission Les Niouzes de Laurent Ruquier. Yves Lecoq reste aux Guignols mais Jean-Éric Bielle quitte l'aventure et laisse Lecoq et Herzog se partager les voix masculines. Ils sont alors rejoints par Nicolas Canteloup entre juillet et août puis en novembre 1995.
Il faut ensuite attendre douze ans pour qu'un nouvel imitateur, Thierry Garcia, soit recruté en octobre 2007 (il quittera l'émission en avril 2018). Il reprend la plupart des voix de Nicolas Canteloup lorsque ce dernier est renvoyé à la suite de son engagement sur une émission concurrente de TF1 en septembre 2011.
Marc-Antoine Le Bret arrive durant cette même année 2011, suivi par Mathieu Schalk en 2015, de Djamel Kaibou en 2017[source insuffisante] et d'Anaïs Petit en 2018.
La voix d'un nouveau personnage est attribuée à l'imitateur qui se sent le plus à l'aise. Parmi ses imitations préférées, sur plus de 120 voix, Yves Lecoq cite Jacques Chirac, Monsieur Sylvestre et Bernard Tapie.
De nombreux acteurs de doublage ou de pub prêtent également leurs voix pour des voix off ou des marionnettes anonymes ; notamment Évelyne Grandjean, Didier Hervé, Pierre-Alain de Garrigues, Benoît Allemane, Julie Bataille, Jean-Claude Donda, Nathalie Homs, François Jérosme, Franck Lorrain, Audrey Vernon, Luq Hamet et plus occasionnellement d'autres acteurs, comme Didier Gircourt et Emmanuel Garijo, Natacha Gerritsen, Alain Dorval, Jean Barney, Patrick Poivey, Roger Carel ou encore Thierry Mercier.

### Direction artistique
De 1988 à 1990, Arnold Boiseau, ancien auteur des Nuls, s'occupe de la direction artistique des Arènes de l'info.
De 1990 à 1995, Franck Arguillère lui succède en devenant le producteur artistique de la nouvelle version des Arènes de l'info intitulée Les Guignols de l'info.
Puis il passe la main en septembre 1995 à Yves Le Rolland, qui sera le producteur artistique de l'émission pendant 21 ans.
En juillet 2016, il est écarté de la production des Guignols par la direction de Canal+.
En septembre 2016, David Gauthier, ex-directeur des programmes et de l'antenne de feu DIrect 8, reprend la production de l'émission satirique. Cependant, Bastien de Robertis et Christophe Smith, directeurs artistiques des Guignols depuis quelques années avec Yves Le Rolland, s'occupent encore de la mise en scène de l'émission.
En janvier 2017, Nicolas Houres, réalisateur de sketches pour Les Guignols depuis plus d'une dizaine d'années, rejoint l'équipe de directeurs artistiques de l'émission.

### Metteurs en scène de l'émission
- 1988 - 1990 : Arnold Boiseau
- 1990 - 1995 : Franck Arguillère
- Janvier à juin 1996 / 2005 - 2016 (en alternance avec Yves Le Rolland) : Christophe Smith
- 1996 - 2000 : Chantal Morel
- 2000 - 2016 : Yves Le Rolland
- 2012 - 2015 (en alternance avec Yves Le Rolland) : Julien Pelgrand[101]
- 2015 - 2017 (en alternance avec Yves Le Rolland entre 2015 et 2016, puis seul) : Bastien de Robertis
- Janvier à mars 2017 (en alternance avec Bastien de Robertis) : Nicolas Houres

Depuis septembre 2017, il n'y a plus de metteur en scène pour l'émission.

### Marionnettistes

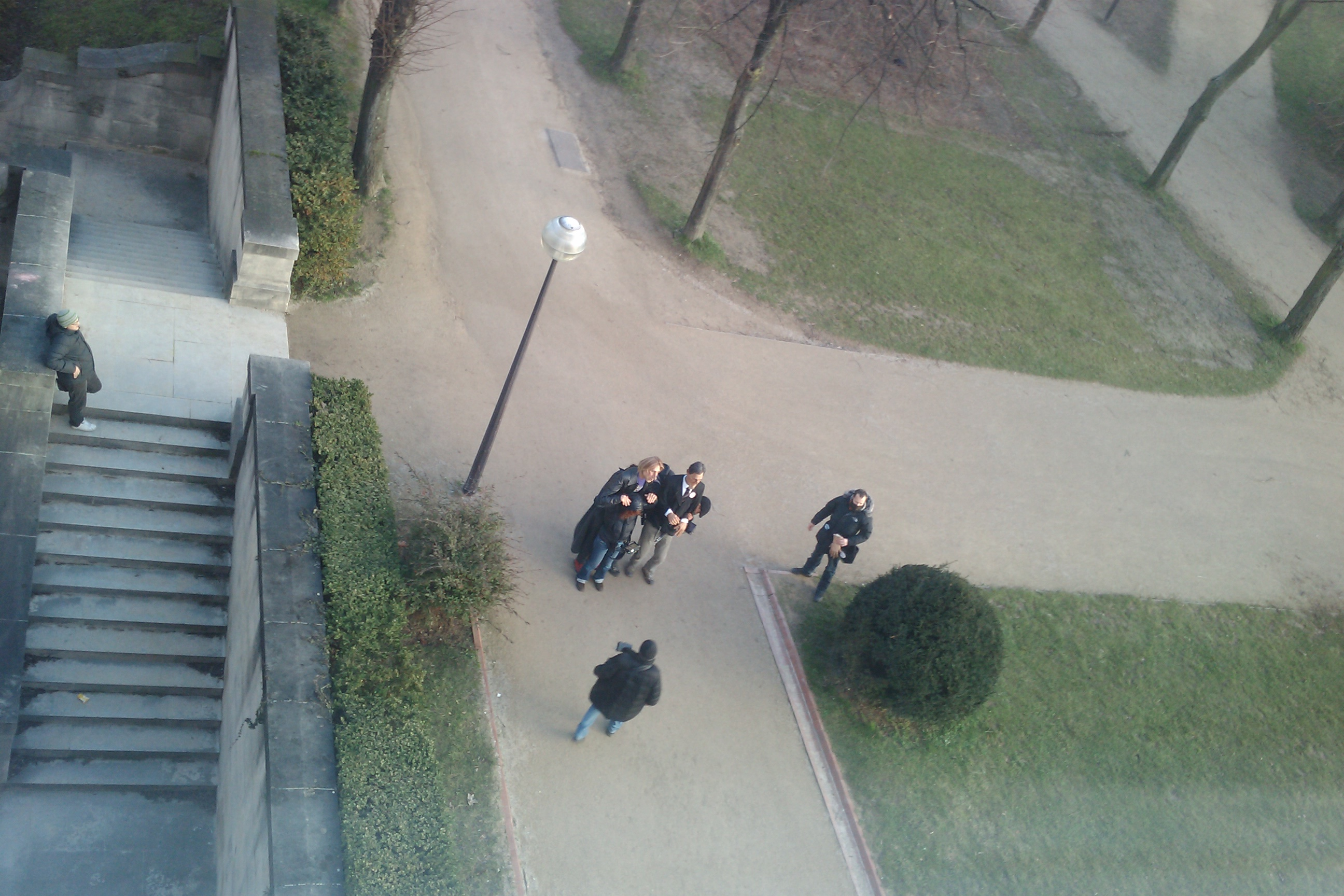
Tournage d'une séquence en extérieur avec deux marionnettes, en 2011.

Composée au départ de cinq marionnettistes venus pour la plupart du Bébête Show, Boris Scheigam, Alain Duverne, Stéphane Subiela, Christian Delsart et François Guizerix, l’équipe s'agrandit au fil des années à travers diverses entrées et formations organisées par Canal + et dirigées par François Guizerix et Boris Scheigam pour arriver à un total de 36 marionnettistes. Les réalisateurs et directeurs artistiques ont besoin de l'expérience des marionnettistes pour l'émission. Un assistanat spécial marionnettiste-préparateur est créé rapidement pour faciliter les tournages de sketchs et définir avec les réalisateurs ce qui est possible ou non avec les marionnettes. Le premier marionnettiste collaborateur artistique du direct est François Guizerix, qui propose par la suite trois autres de ses collègues pour partager ce travail mensuellement. Les recherches de caractère et de comportement corporel des nouveaux personnages et de leurs motoriques se fait en amont de leur utilisation dans l'émission afin de leur trouver et affirmer des différences visuelles. Des « bibles » sont ainsi définies pour leur manipulations. Ce travail n'est plus effectué depuis plusieurs années.
Liste des marionnettistes des Guignols :
- Adjali Sami
- Albertini Christophe
- Barbier Sophie
- Barbier Celine
- Beaufreton-Poulsen Claudia
- Berger Sophie
- Cazaumayou Bertil
- Charpentier Pascale
- Courtioux Erwan
- Croset Carole
- Delsart Christian
- Delsart Edith
- Delsart Fanny
- Demnard Nathalie
- Desaunay André
- Doléans Thierry
- Dugas Christian
- Dugas Cyprien
- Duverne Alain
- Furrer Sandrine
- Furtuna Iulian
- Gazzara Alessandro
- Goubert Pascale
- Guizerix François
- Guivarch Denis
- Horenfeld Evelyne
- Jegou Gwenaëlle
- Laurent Audrey
- Limbourg Nina
- Maestracci Véronique
- Mesnier Pascal
- Messin Franck
- Meunier Pascal
- Michelet Guillaume
- Moussu David
- Moutte Jean-Michel
- Moutte Philippe
- Moyano Liliana
- Palmer Martine
- Patary David
- Penon Annaïc
- Plassard Emmanuel
- Rezard Martin
- Ritz-Barr Steven
- Romeas Violaine
- Roudot Edith
- Scheigam Boris
- Scheigam Monique
- Sevenier Leslie
- Subiela Stéphane
- Valade Cyril
- Vernet Anne
- Vezozzo Valérie
- Vibet Quentin
- Zanlonghi Géraldine

### Atelier de fabrication des marionnettes
Depuis 1988, les marionnettes sont fabriquées par l'entreprise Images et Mouvements, vendue à Canal+ en juin 2015. Alain Duverne et son équipe fabriquent les marionnettes de l'émission depuis 29 ans.
Les marionnettes sont sculptées par Alain Duverne, créateur des marionnettes du Bébête Show et des Minikeums, depuis 1988. En 2015, de nouveaux sculpteurs ont été formés par Alain Duverne, qui a décidé de quitter Les Guignols pour prendre sa retraite en juin 2016.
Alain Duverne arrêtera de collaborer officiellement avec Les Guignols en juin 2017. Jean-Guy Cumont devient le seul sculpteur des marionnettes des Guignols.

## Diffusion
Sur Canal+, l'émission est diffusée « en clair » du lundi au vendredi vers 19 h 55, sauf pendant les vacances d'été et d'hiver. Durant les vacances de Pâques, la tranche horaire est respectée, mais constituée uniquement de rediffusions des semaines précédentes. Les émissions des lundi et mardi précédant l'ouverture du Festival de Cannes sont aussi des rediffusions mais, durant le festival, Les Guignols sont également diffusés le samedi, toujours à 19 h 55.
À partir du 13 septembre 1992, est diffusée une compilation des cinq émissions de la semaine : La Semaine des Guignols, une compilation des cinq émissions de la semaine, est diffusée en clair après Télés Dimanche, puis Le Vrai Journal.
Depuis le 3 septembre 2007, Les Guignols, tout comme le Grand Journal, sont diffusés en 16/9e ; l'analogique VHF est affiché au format "letterbox".
Traditionnellement, pendant le festival de Cannes l'émission est réalisée en direct de Cannes dans de nouveaux décors. Cette opération demande de déplacer l'équipe des Guignols mais aussi de nombreuses marionnettes et accessoires. Il faut deux semi-remorques pour transporter toutes les marionnettes et les accessoires. L'émission qui s'installe sur la Croisette, est réalisée en direct et en public. Plusieurs réalisateurs connus s'y succèdent : Jean-Louis Cap, Don Kent, Serge Khalfon, Pascal Rétif, Natacha Fitoussi, Tristan Carné, Rebecca Dreymann, etc.

## Controverses
Dès leurs débuts, un sketch met en scène Françoise Sagan incitant à utiliser des tampons hygiéniques périodiques, avec, à la fin, Béatrice Dalle portant un énorme tampon entre les jambes. Françoise Sagan se plaint à la justice. Le procès porte sur six points et Canal+ perd sur un point, à cause d'une séquence intitulée Les Mardis de François Sagan. Le tribunal juge que la vraie Françoise Sagan peut très bien avoir une chronique qui s'appelle Les Mardis de Françoise Sagan.
En 1996, un sketch montrant Raymond Barre nu suscite une polémique. La controverse qui suivra donnera lieu à deux sketches. Le premier, Raymond Barre nu en slip et l'autre, avec Alain de Greef, directeur des programmes à cette époque, qui doit expliquer au CSA un sketch mettant en scène Mickael Kael, avec le fameux « 'Cule un mouton »[réf. souhaitée].
En 2000, l'avocat Gilbert Collard assigne en justice Les Guignols et la société Canal+ pour « intention de nuire, atteinte à la présomption d'innocence et à la dignité de la profession d'avocat » pendant le procès de l'abbé Maurel. Après jugement, le tribunal a donné raison à Gilbert Collard qui a obtenu un franc symbolique de dommages et intérêts.
Le 11 mai 2005, le CSA met en demeure Canal+ après une plainte déposée par les évêques de France à propos d'une séquence jugée injurieuse pour le nouveau pape : celui-ci donne sa bénédiction « au nom du Père, du Fils et du IIIe Reich ». Benoît XVI, d'origine allemande et ayant été enrôlé de force dans les Jeunesses hitlériennes, est appelé « Adolf II ».
En février 2012, la diffusion du sketch L'Homme de la Mancha, qui fait référence au dopage supposé dans le sport espagnol avec comme personnage principal le joueur de tennis Rafael Nadal, suscite de nombreuses réactions d'indignation de la part de sportifs et de personnalités politiques espagnols. Le 16 février, Alain Afflelou a annulé une campagne de publicité sur Canal + en raison de protestations de ses clients espagnols. La marque compte environ 270 franchises en Espagne. En réaction, le soir même les Guignols critiquent de l'industriel, l'accusant de dumping social avec la Chine.
En septembre 2013, à la suite d'une affaire de banditisme qui a causé la mort du fils de José Anigo, ce dernier perçoit très mal un sketch des Guignols au sujet de son fils et décide de porter plainte contre la chaîne mais est finalement débouté.
Le 12 décembre 2014, dans l'émission La Médiasphère sur LCI, l'ancien chroniqueur de Canal+ Philippe Vandel révèle que la marionnette de Jacques Chirac a été utilisée une fois pour dissimuler de la drogue au Festival de Cannes dans les années 1990,.

## Audiences
Généralement, la période avec le trio Benoît Delépine, Jean-François Halin et Bruno Gaccio (1992-1996) est considérée comme l'âge d'or de l'émission. Son influence décline cependant à la fin des années 1990. Néanmoins, l'audience reste très élevée, de loin la plus haute de Canal+ : 3 millions de téléspectateurs en 1997 ou en 2003, 2,8 millions en 2007. À partir de 2010, l'audience décline de façon significative (1,8 million en 2015), mais reste toujours la plus élevée de la chaîne.

## Identité visuelle (logos)

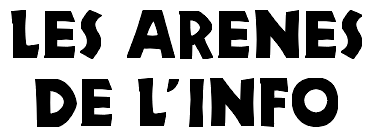
Logo des Arènes de l'info d'aout 1988 à juin 1990.
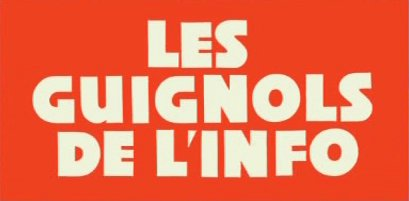
Logo des Guignols de l'info d'aout 1992 à juin 2015.
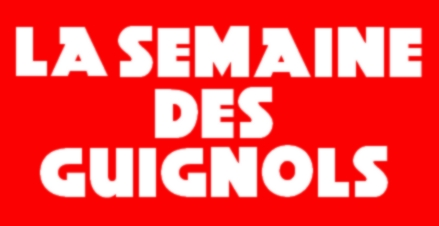
Logo de La Semaine des Guignols (septembre 1995 – juin 2018).
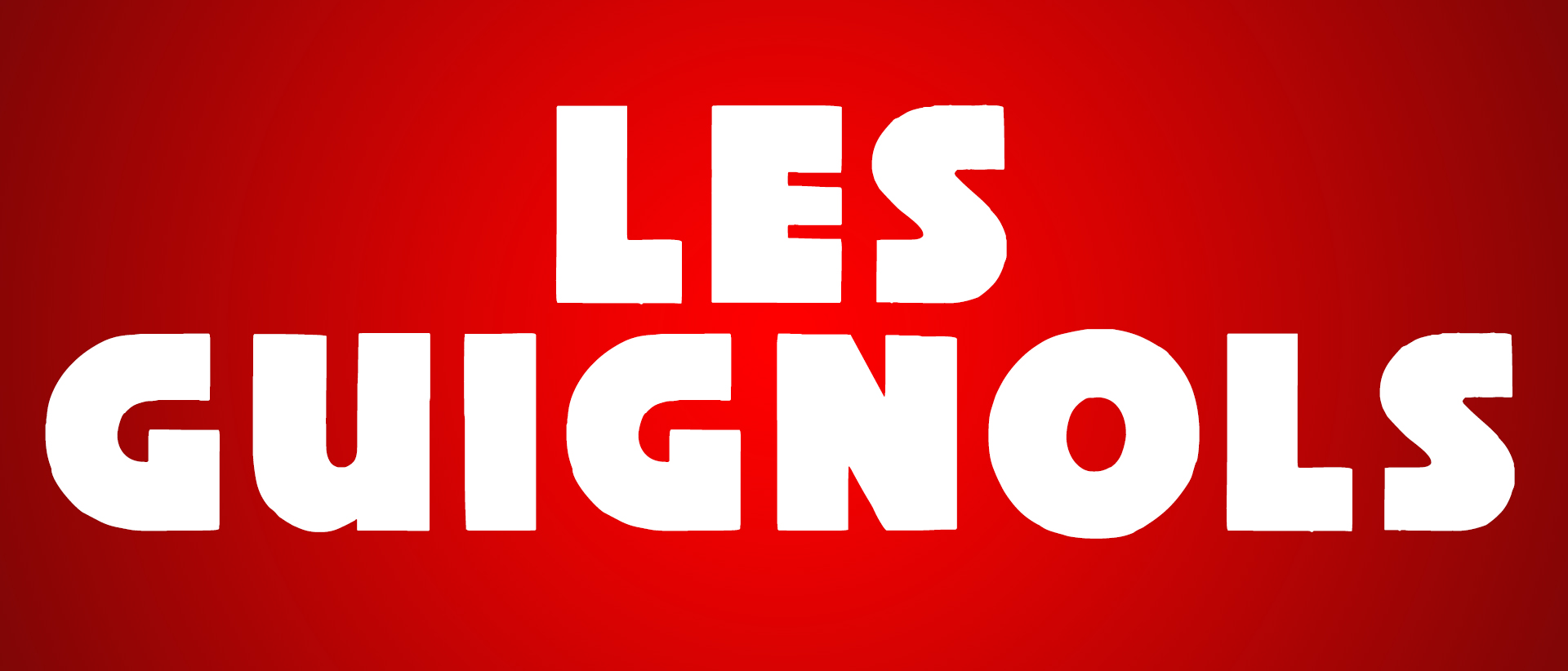
Logo des Guignols de décembre 2015 à juin 2017.
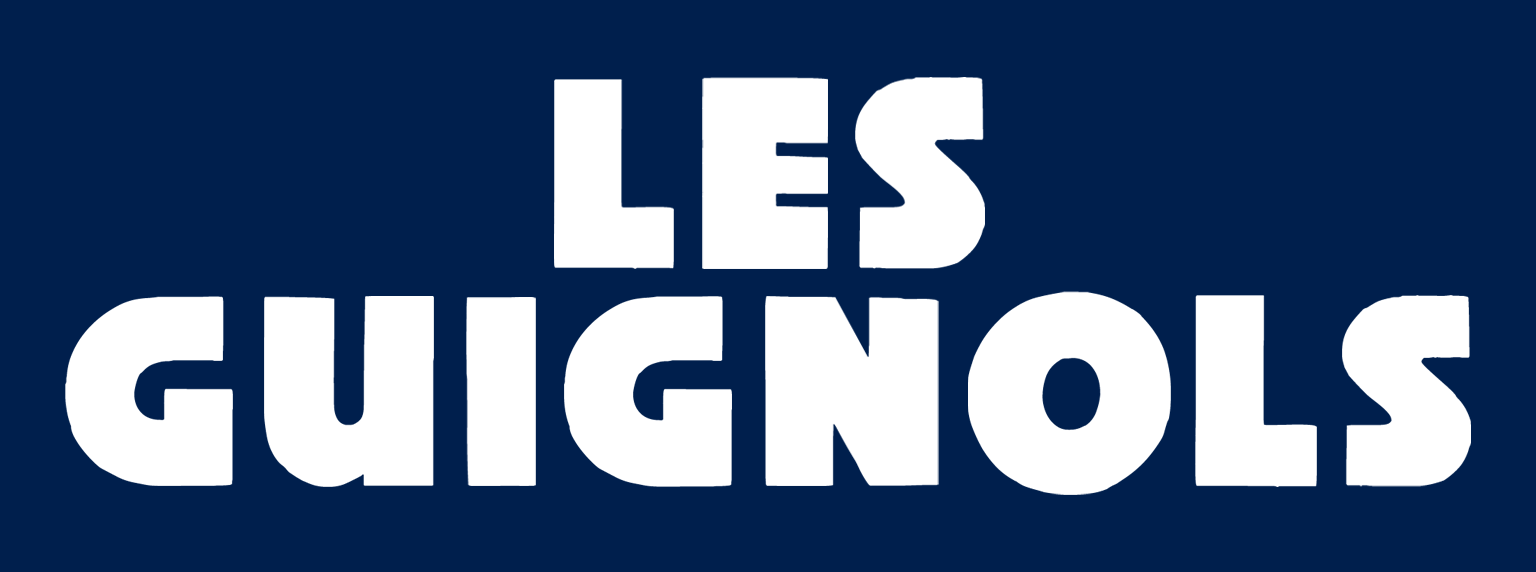
Logo des Guignols de septembre 2017 à juin 2018.

## Génériques
Les Guignols ont connu plusieurs génériques dans leur histoire.

### Les Arènes de l'info
Du 29 aout 1988 au 17 mars 1989, le premier générique des Arènes de l’info montre un public entrant en courant sur le plateau, tandis qu'une voix-off présente les sujets abordés avant d'introduire la marionnette de PPD, jouée alors par Alain Duverne, portant sa tête en latex.
Du 20 mars au 30 juin 1989, le générique suivant des Arènes de l'info présente une chorale des diverses marionnettes de l'époque chantant « Bienvenue aux Arènes de l’info » derrière un logo clignotant. Une variante ajoute les paroles "Avec ce soir pour faire la fête, des stars et des vedettes. C'est super cool, hyper délire. les touch-my-ass, c'est méga-plus. Guignol, guignol !" avant que PPD arrive devant la caméra pour annoncer "Bonsoir bienvenue, on se retrouve après ça.". Cela sera le seul générique possédant des paroles.
Enfin, à partir du 28 aout 1989 et pour toute la deuxième saison des Arènes de l'info, un troisième générique présente le logo des Arènes de l'Info sur fond noir avec un compte à rebours. C'est le seul générique où aucune marionnette n'apparaît.

### Les Guignols de l'info
Dans la première saison des Guignols de l'info, de septembre 1990 à juin 1992, les têtes des marionnettes défilent vers le spectateur, alors qu'une mouche vole devant l'écran, avant d'être écrasée par le logo. À cette époque, l'émission possède un logo en trois dimensions et argenté. Le générique de la saison suivante est le même, sans les têtes qui défilent.
D’aout 1992 à juin 1993, le générique présente un projecteur devant lequel vont passer plusieurs extraits de sketchs présentant les diverses marionnettes. À la fin de cette « bande » s'affiche le logo des Guignols de l'info, sur fond rouge, logo qui sera utilisé jusqu'au 26 juin 2015. Le générique de La Semaine des Guignols est le même.
De septembre 1993 à juin 1995, un générique connaîtra plusieurs variantes, tout en gardant la même forme. Il présente d'abord Philippe Gildas et Antoine De Caunes en train de lire leurs fiches sur le plateau de Nulle part ailleurs, avant de se transformer en leurs marionnettes grâce au morphing. La même chose se passe pour PPD, Jacques Chirac, puis Eric Cantona, avant de présenter une planète contractée autour de laquelle orbite le logo. La deuxième version est la même avec une musique différente. La troisième, utilisée durant les élections présidentielles de 1995, remplace les transformations de Chirac et Cantona par les marionnettes de Chirac, Édouard Balladur, Arlette Laguiller, Jacques Delors, puis Jean-Pierre Papin se succédant dans un costume de président. Le quatrième générique remplace la transformation de Chirac par un plan de lui en costume présidentiel, rotant. Ce plan de rot est utilisé à la fin de tous les génériques de La Semaine des Guignols jusqu'en 2007.
De septembre 1995 à juin 1998, le générique présente PPD lisant ses fiches, puis recevant un appel téléphonique avant de sursauter. Sa tête va ensuite se métamorphoser en divers objets et animaux comme une mitraillette, une autoroute, un cochon, un pingouin ou même une version miniature de lui-même. Il existe 2 versions de ce générique, avec la seconde version corrigeant quelques problèmes d'animations présents dans la version d'origine, ainsi que d'un léger changement au niveau de la mélodie.
De septembre 1998 à juin 2005, le générique présente un « Big Bang » d'où vont émerger divers objets et plusieurs boules de latex. L'une d'entre elles dotée d'un œil va s'agrandir en arborant les visages de plusieurs marionnettes, avant de saturer et exploser autour du logo. Il existe 3 versions de ce générique, avec comme seul changement des légères variations au niveau de la mélodie.
De septembre 2005 à juin 2011, le générique présente une seule boule de latex, de laquelle vont émerger multiples nez et oreilles, avant d'exploser dans la même atmosphère remplie d'objets et de boules de latex comme un ballon de football, une banane, un casque de régie, des jouets de bébé, une voiture en jouet, une glace pistache, une figurine, une pelle dont lesquels va émerger le logo.
D’aout 2011 à juin 2015, le générique présente plusieurs « fenêtres » d'yeux, de nez, de fronts, de bouches et d'oreilles s'assemblant pour former des visages à partir de ceux de diverses marionnettes, alors que des immeubles se forment en fond, avant de montrer le logo.

### Les Guignols
De décembre 2015 à juin 2017, le générique présente une planète sur laquelle sont diffusés des extraits présentant des marionnettes placées par rapport à leurs pays, devant laquelle passe George Clooney en cosmonaute (En référence au film Gravity). La planète tourne de plus en plus vite avant de révéler le logo des Guignols.
De septembre 2017 à juin 2018, le générique présente une émission de late-show (En référence à l'émission diffusée sur la même chaîne en crypté, The Tonight Show Starring Jimmy Fallon), on retrouve Jacques Chirac en marionnette faire son entrée sur le plateau, puis le logo.

### La Semaine des Guignols
Les génériques de La Semaine des Guignols changent à chaque saison pour s’adapter aux sketchs précédemment diffusés, mais gardent la même forme selon le président.
Lors des années Chirac, ce dernier est assis dans une salle blanche et appuie sur un bouton flottant (extrait d'un sketch sur les essais nucléaires dans le Pacifique). S'ensuit une suite d'extraits très courts de sketchs, au rythme d'une reprise du morceau Le Rap des Tambours du Bronx, avant de montrer un plan de Chirac rotant, puis le logo.
Lors des années Sarkozy, le générique commence par un groupe de photographes mitraillant l'écran de flashs. L'image recule, révélant Nicolas Sarkozy. Le même principe s'ensuit, à l'exception que les extraits sont dans des télévisions flottantes. À la fin du générique, les écrans présentent tous des magazines avec Sarkozy en une, avant de le montrer derrière un écran demandant « Alors qu'est-ce que t'en penses ? », avant de montrer l'explosion du générique quotidien, puis le logo.
À partir de 2011, le générique est le même que celui de l’émission quotidienne, à l'exception du logo qui diffère. Certains des génériques de La Semaine des Guignols sont également utilisés en tant que génériques de L'Année des Guignols.

### La dernière des Guignols
Pour la dernière du programme, le 22 juin 2018, le générique datant de septembre 2017 a été remplacé par une compilation de génériques sous forme de Zapping retraçant l'histoire du programme, de la première des Arènes de L'info à la dernière saison des Guignols, en passant par les grandes heures des Guignols de l'info.

## Adaptation dans d'autres pays
À l'origine, Les Guignols de l'info est une émission inspirée de Spitting Image existant au Royaume-Uni. L'émission en a, à son tour, inspiré d'autres. Ainsi, il existe d'autres versions des Guignols de l'info dans plusieurs pays :
- Australie : Rubbery Figures (en), diffusée de 1984 à 1990 ;
- Allemagne : Hurra Deutschland (de) diffusée de 1989 à 1991 et Hurra Deutschland – Jetzt erst recht! depuis 2003.
- Belgique : Les Décodeurs de l'info, diffusée de 1992 à 1995? sur Canal+ Belgique (devenu ensuite BeTV), la version française des Guignols de l'info continuant d’être diffusée après la fin des Décodeurs ;
- Turquie : Plastip Show, diffusée de 1991 à 1994 ;
- Italie : Gommapiuma (it), diffusée sur Canale 5 de 1993 à 1995, puis Gli Sgommati (it) (« Les dégommés »), diffusée sur Sky Italia depuis janvier 2011 ;
- Russie : Koukly (ru) (Куклы, "Les poupées"), diffusée de 1994 à 2002 ;
- Royaume-Uni : Crapston Villas (en), diffusée de 1995 à 1997 ;
- Espagne : Las noticias del guiñol (es), une émission créée par Canal+ Espagne en 1995 puis diffusée par Cuatro à partir de 2005 jusqu'en 2008 ;
- Israël : Chartzufim (en), diffusée de mars 1996 à 2000 sur Aroutz 2 par Telad[125] ;
- Portugal : Contra Informação (pt) ("La Désinformation"), diffusée du 29 avril 1996 au 9 décembre 2010 et ContraPoder (pt) depuis le 5 mars 2013 ;
- Inde : Gustakhi Maaf depuis 2003 sur la chaîne NDTV ;
- Canada : The Wrong Coast (en), diffusée de décembre 2003 à juin 2004 ;
- Liban : Douma-qrati (en arabe : دمى قراطي) ;
- Cameroun : Les Guignols d'Afrique, diffusée sur La Télé (NEW-TV) depuis le mois de mai 2007, puis à partir du 7 mai 2011, Les Guignols Actu diffusée sur CRTV-Télé ;
- Royaume-Uni : Headcases (en), diffusée d’avril à juin 2008 ;
- Kenya : The XYZ Show depuis le 17 mai 2009 ;
- Suisse: Les Bouffons de la Confédération sur La Télé et Léman Bleu, diffusée de 2009 à 2010 ;
- Afrique du Sud : ZANEWS (en) puis Puppet Nation ZA (en), créée par Thierry Cassuto (en) et diffusée depuis le 6 octobre 2009 ;
- Tunisie : Les Guignols du Maghreb, diffusée de 2011 à 2014 avant d’être censurée, en arabe, sur Nessma TV ;
- Iran : Shabake Nim, créé sur le modèle des Guignols de l'info et diffusé sur la chaine britannique et iranienne Manoto 1 (en) ;
- Royaume-Uni : Newzoids (en), diffusée d’avril 2015 à octobre 2016 ;
- États-Unis : Let's Be Real (en), diffusée de 2020 à 2021 sur Fox, co-produite par Canal+ et Propagate.
- Grèce : Ftystous, diffusée de 1993 à 1995, To Megalo Kolpo, diffusée de 1995 à 1996 et Ela ston Psalti, diffusée de 1996 à 1997

Tout comme des émissions qui sont aussi des soupapes humoristiques, mais en images de synthèse :
- Québec : Et Dieu créa… Laflaque (originellement en marionnettes dans sa première incarnation Gérard D. Laflaque au début des années 1980)
- Slovénie : Hribar

Le Groupe Canal+ souhaite depuis 2015 internationaliser le programme des Guignols dans le monde entier. Une version anglaise existe, ainsi qu'une version espagnole. En 2016, Canal+ a tenté d'exporter le format des Guignols dans quatre pays par le biais de Vivendi Entertainment.

## Produits dérivés

### Vidéos
Chaque année, de 1990 à 2014, une ou plusieurs compilations étaient éditées, L'année des Guignols, reprenant les meilleurs moments de la saison écoulée et quelquefois des sketchs inédits non diffusés. De 1992 à 1997, il y a deux best of par an. Les titres des compilations sont généralement des phrases récurrentes prononcés par des marionnettes qui sont mises en couverture.
Il n'existe aucun best of des Arènes de l'info. Néanmoins plusieurs extraits ont été inclus dans les compilations Putain 15 ans ! et Putain 30 ans !.
Le 19 février 1999, pour fêter les dix ans des Guignols, un téléfilm long métrage a été réalisé : Les Guignols de l'info : La Fiction, ainsi qu'un documentaire de quatre heures. Dans le film, les personnalités politiques se réveillent un matin et constatent la disparition des « gens », c'est-à-dire les personnes sans pouvoir ni notoriété particulière mais qui constituent la quasi-totalité du pays. Les sketchs contenus dans le documentaire étaient disponibles en VHS lors d'un abonnement à Canal+ l'année de la diffusion du documentaire, en 1999.

### Jeux vidéo
Deux jeux vidéo ont été édités sur le thème des Guignols par Canal+ Multimedia.
- Sorti en 1995, les Guignols… le jeu ! est un jeu d'aventure à base d'écrans fixes proposant de partir à la recherche de scoops en prenant le rôle d'un journaliste.
- Dans le Cauchemar de PPD, sorti en 1996, il s'agit de réaliser la grille de programmes d'une chaîne de TV en recherchant dans Paris des films, animateurs, scoops et invités. Les deux jeux vidéo ont ensuite été commercialisés ensemble sous le titre Les Guignols de l'info... La Totale ! avec un économiseur d'écran « guignols ».

### Disques
Un 45 tours, intitulé la House Dance, a été publié en 1991 par Philips.

### Autres
Un jeu de société créé par Hervé Depoil et François Parent, édité et commercialisé par la société de jeux "IDEAL" sur l'univers des Guignols a été commercialisé en 1994. Il s'agit d'une sorte de Trivial Pursuit où les questions gravitent autour de l'univers des Guignols. Les jetons utilisés sont des capsules de Cacolac (clin d'œil au personnage de Jean-Pierre Papin, caricaturé comme étant un amateur de la boisson). Les pions sont les personnages en latex d'Édouard Balladur, Jacques Chirac, Antoine de Caunes et Philippe Gildas.
D'autres objets en tout genre ont été créés : globe World Company, sculptures en plastique des pions du jeu de société, puzzle, coffret de trente-cinq fiches sur les personnages les plus populaires des Guignols (édité à l'occasion des dix ans de l'émission), cartes postales, magazines…
Un calendrier collector est édité en octobre 2014 chez Albin Michel pour fêter les vingt-cinq ans des Guignols. On peut retrouver dans ce calendrier (qui peut rappeler à certains L'Agenda Secret de Jacques Chirac) des photos des marionnettes les plus emblématiques de l'émission comme PPD, Jacques Chirac et les Sylvestre ; mais aussi des personnages plus récents tels que Philippe Lucas, Barack Obama ou encore Stromae.

#### Ouvrages
- Benoît Delépine, Bruno Gaccio et Jean-François Halin, L'Agenda secret de Jacques Chirac : 1993, Paris, Albin Michel, 21 octobre 1993, 133 p. (ISBN 978-2-226-06575-9)Livre qui retrace l'année 1993 de Jacques Chirac après la nomination d'Édouard Balladur et relate son désœuvrement dans l'attente de l'élection de 1995.
- L'enveloppe électoraleOuvrage contenant toutes les affiches de chaque candidat de l'élection présidentielle de 1995.
- Yves Derai et Laurent Guez, Le pouvoir des Guignols, Paris, Numéro 1, 1998, 1re éd., 1 vol., 217, 24 cm (ISBN 2-86391-842-7, EAN 9782863918425, OCLC 489606463, BNF 36702750, SUDOC 004399218)Une enquête dans les coulisses de cette émission de télévision très populaire de Canal Plus. Depuis dix ans, ses animateurs étrillent tout ce qui compte en France. Les auteurs ont analysé l'impact de l'émission, y compris dans les sphères médiatico-politiques.
- Lionel Dutemple, Ahmed Hamidi, Julien Hervé, Denis Rouvre (photos), Putain de Guignols !, Issy-les-Moulineaux, Albin Michel, 5 octobre 2005, 270 p. (ISBN 978-2-226-14442-3 et 2226144420)Livre de 580 photographies, mettant en scène 272 marionnettes, édité à l'occasion des 18 ans des Guignols.

#### Travaux universitaires
- Emmanuelle Lecuyer, sous la direction d'Armand Mattelart, Guignols de l'info : une caricature de l'État-spectacle à consommer avec discernement. Mémoire de DEA en information-communication, université de Rennes 2, 1994.